# Fleischerobryum
Fleischerobryum es un género de musgos hepáticas de la familia Bartramiaceae. Comprende 2 especies descritas y   aceptadas.

## Taxonomía
El género fue descrito por Leopold Loeske  y publicado en Studien zur Vergleichenden Morphologie und Phylogenetischen Systematik der Laubmoose 127. 1910.  La especie tipo no ha sido designada.

## Especies aceptadas
A continuación se brinda un listado de las especies del género Fleischerobryum aceptadas hasta diciembre de 2014, ordenadas alfabéticamente. Para cada una se indica el nombre binomial seguido del autor, abreviado según las convenciones y usos.	
- Fleischerobryum longicolle (Hampe) Loeske
- Fleischerobryum macrophyllum Broth.